# Norfolk Southern Railway

Mappa della rete NS.

La Norfolk Southern Railway è una compagnia ferroviaria statunitense, operante fra la East Coast e la regione del Mississippi, nata il 31 dicembre 1990.
È sorta dalla fusione della storica Norfolk and Western e della Southern Railway.

## Storia
La Norfolk Southern Railway nasce dalla fusione della Norfolk and Western e della Southern Railway pianificata nel 1982 e avvenuta in maniera definitiva nel 1990.
La Norfolk and Western (logo N&W) è fra le più antiche compagnie ferroviarie statunitensi, iniziando la sua storia nel 1838. Sviluppatasi, come le rivali Chesapeake and Ohio Railway (C&O) e Baltimore and Ohio Railroad (B&O), dalla Baia di Chesapeake verso l'interno del paese attraverso i Monti Appalachi, ricchi di miniere di carbone e ferro. Proprio il carbone fu una delle principali merci trasportate dalla N&W, che fra l'altro fu la compagnia ferroviaria con il più alto numero di locomotive a vapore articolate (sia Mallet che a semplice espansione). Per la manutenzione di queste gigantesche macchine, negli anni trenta vennero sviluppate apposite officine per la manutenzione ordinaria non dissimili dagli impianti di benzina stradali, con tanto di pompe di lubrificazione: la locomotiva entrava e in solo un'ora, contro le quattro delle altri compagnie, era rifornita e pronta a riprendere servizio.
La N&W fu fra le ultime compagnie ferroviarie Nordamericane a "diesielizzarsi", mettendo in servizio le locomotive tipo northern della classe J negli anni cinquanta. Nel 1959 la N&W assorbì la Virginian Railway, quindi negli anni sessanta la Delaware and Hudson, la Erie Lackawanna Railroad, la Reading Railroad, e la Central Railroad of New Jersey. Fra i treni più famosi della N&W, ci furono il Cavalier, il Pocahontas, il Powhatan Arrow e il Tennessean.
La Southern Railway (logo SR) nasce come South Carolina Canal and Rail Road Company addirittura nel 1827, in piena epoca pionieristica, nel Carolina del Sud, espandendosi poi verso l'interno nel Tennessee. La Guerra di Secessione diede un forte impulso alla costruzione di nuove linee ferroviarie, necessarie per il trasporto dei materiali bellici e vitale per l'economia bellica della Confederazione, ma l'invasione e la sconfitta di quest'ultima lasciò la SR in una situazione disastrosa. La ricostruzione portò a raggiungere con nuove linee i fiumi Ohio e Mississippi, ad assorbire alcune compagnie ferroviarie come la East Tennessee, Virginia and Georgia Railroad e soprattutto ad assumere la nuova denominazione, Southern Railway (1894).
Nel '900 la SR controllava così una rete che si estendeva dalla Baia di Chesapeake fino a New Orleans attraverso l'altopiano del Piedmont. La precarietà dell'armamento ferroviario e la tortuosità delle linee non permise mai alla compagnia di immettere in servizio macchine gigantesche, contrariamente a molte altre compagnie ferroviarie nordamericane; ciononostante, macchine famose della SR furono le pacific della classe Sr-4, con la loro livrea verde-oro, alle quali fecero poi seguito le mountain della serie Ts, nella stessa colorazione. Queste macchine trainavano i convoglio più prestigiosi, quali il Crescent (univa New York a New Orleans), il Piedmont Limited, il Ponce de Leon, il Royal Palm, il Southerner e il Sunnyland. La dieselizzazione iniziò nel 1939, e la SR fu la prima grande compagnia statunitense a dismettere le macchine a vapore e a sostituirle totalmente con locomotori diesel. Al momento della fusione nel 1982, la SR aveva circa 13000 km di linee e attraversava 13 Stati.
La sede della Norfolk Southern Railway  è Norfolk, Virginia. Il suo simbolo è un cavallino nero rampante in campo bianco, mentre la livrea dei suoi locomotori è nera con scritte bianche.

## Linee principali

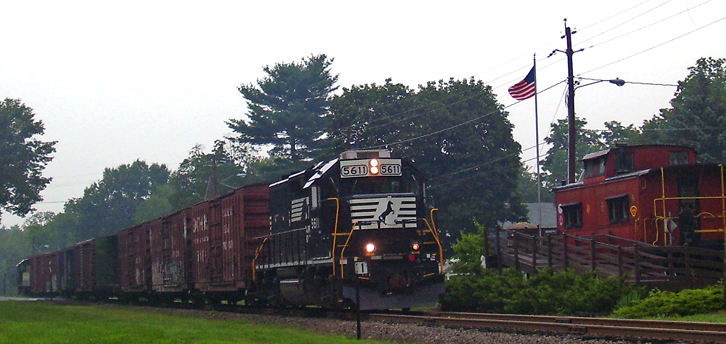
Treno della NS, al traino di una GP-38 o SD-40

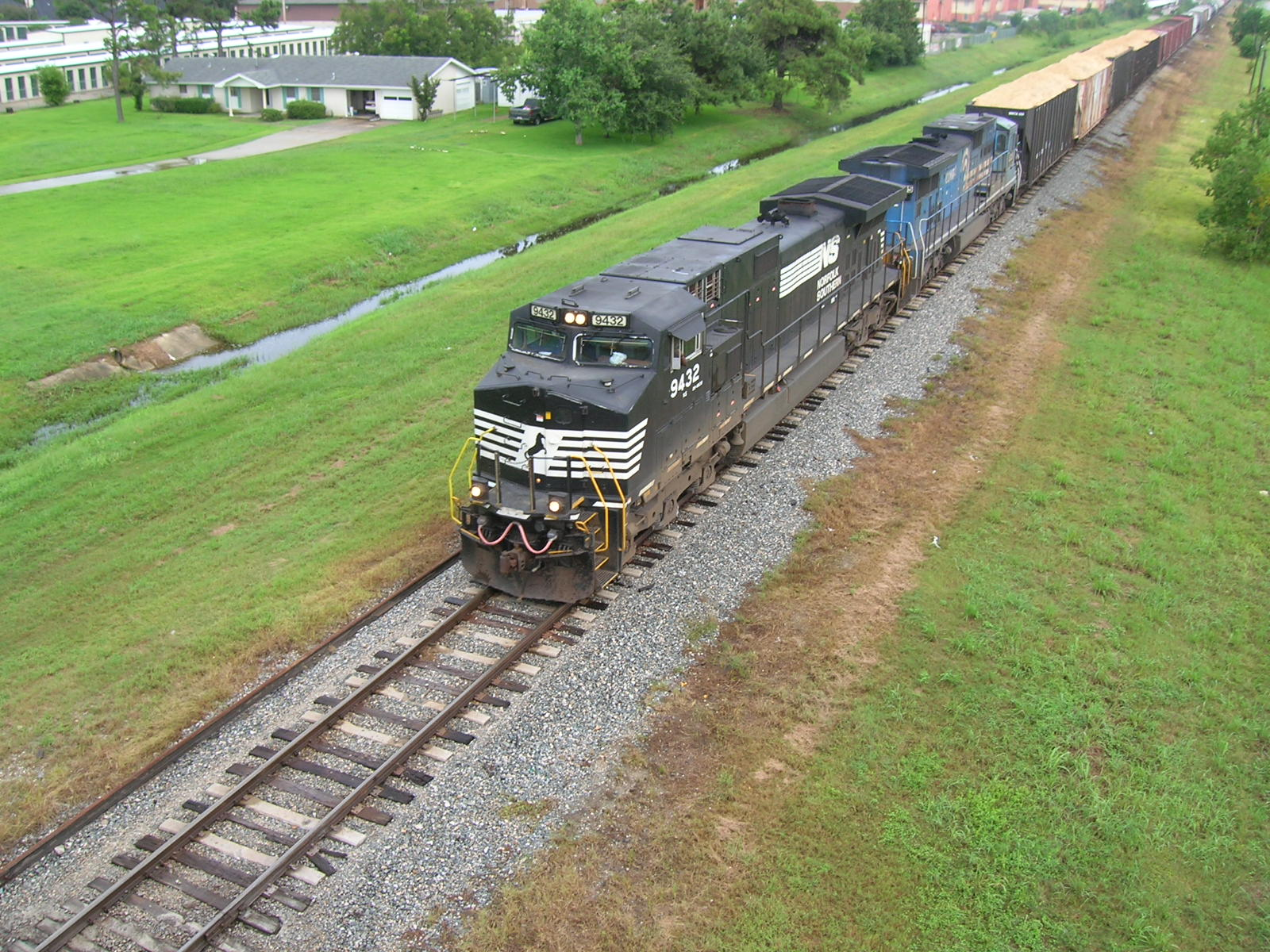
Una doppia di GE Dash 9-44CW, la seconda in livrea Conrail
su un tratto della Kansas City Southern Railway.

La Norfolk Southern Railway sviluppa le sue linee principali fra la costa orientale e la zona del Mississippi, attraverso la catena dei Monti Appalachi, per circa 35 000 km di binari in 22 Stati orientali, più il distretto della Columbia.
Inoltre la Norfolk Southern ha diritto di passaggio su altre tratte di binario in Texas, in Canada e nel Maine.
Principali prodotti trasportati sono:
- carbone, coke e materiali ferrosi (24%);
- container e altro materiale intermodale (21%);
- prodotti automobilistici (13%);
- prodotti metallici ed edili (11%);
- prodotti agricoli, di consumo e altro (10%);

Ventisei i principali depositi e scali ferroviari che sono:
- Allentown, Pennsylvania
- Atlanta, Georgia
- Baltimore, Maryland
- Bellevue, Ohio
- Birmingham, Alabama
- Bluefield, West Virginia
- Chattanooga, Tennessee
- Chicago, Illinois
- Cincinnati, Ohio
- Cleveland, Ohio
- Columbus, Ohio
- Conway, Pennsylvania
- Decatur, Illinois
- Detroit, Michigan
- Elkhart, Indiana
- Harrisburg, Pennsylvania
- Kansas City, Missouri
- Knoxville, Tennessee
- Linwood, North Carolina
- Louisville, Kentucky
- Macon, Georgia
- Norfolk, Virginia
- Roanoke, Virginia
- Sheffield, Alabama
- St. Louis, Missouri
- Williamson, West Virginia

Le Officine per le grandi riparazioni sono:
- Altoona, Pennsylvania (già famosa officina della Pennsylvania Railroad)
- Bellevue, Ohio
- Chattanooga, Tennessee
- Conway, Pennsylvania
- Enola, Pennsylvania
- Roanoke, Virginia